# Mut-Aškur
Mut-Aškur byl asyrský král, který vládl přibližně v letech 1730–1720 př. n. l. Byl to syn a nástupce předchozího krále Išme-Dagána I., byl tedy amoritského původu a jeho původním domovem bylo město Ekallatum.
Ze záznamů o něm víme pouze to, že jeho otec pro něj zaranžoval sňatek s jednou z dcer churritského krále Zazijaji.